# Lubnica (Serbia)
Lubnica (cyr. Лубница) – wieś w Serbii, w okręgu zajeczarskim, w mieście Zaječar. W 2011 roku liczyła 808 mieszkańców.